# ダイイングライト:ザ・フォロイング
『ダイイングライト:ザ・フォロイング』（Dying Light:The Following）はオープンワールド型ホラーゲームソフトである『ダイイングライト』の大規模なストーリーDLC。

## 概要
本編である『ダイイングライト』との大きな違いは、移動手段の主体がバギーになっている事と、舞台が本編マップよりも広い平野になっていることである。また、ドライバースキルやボラタイルの巣、信頼レベルや新装備などの追加要素がある。
舞台となるマップは本編とは異なる「ハラン郊外」であり、ザ・フォロイング内ではハラン市内には一切戻れない（戻りたい場合はタイトル画面に戻りキャンペーンを選ぶ必要がある）。また、追加された新装備は本編でも使うことができる。
ちなみに、『ダイイングライト:ザ・フォロイング』のみ（単体）のパッケージ版はない為、各ハードでダウンロードする必要があった。ただし、『ダイイングライト:ザ・フォロイング・エンハンスト・エディション』、『ダイイングライト ディフィニティブエディション』およびNintendo Switchへの移植版『ダイイングライト プラチナエディション』には本作が含まれているため、追加購入する必要はない。

## ストーリー
ライズとの戦いに勝利したカイル・クレインだったが、タワーのアンティジンの備蓄は残りわずかで、カムデンの研究も進んではいなかった。
ある日、負傷した男がタワーに運ばれてくる。男は錯乱状態で、感染しても転化しない人がいると言い、その内容にレナは興味を示す。男が持っていた地図にはハラン郊外から来たことを示す道筋が書かれていた。懐疑的なクレインだったが、アンティジンが足りない現状からわずかな望みを探すため、地図に書かれた抜け道へ向かう。
抜け道の先のハラン郊外で、クレインは一つの農場に辿り着く。情報を求めて話しかけるも、住民の反応は一様に冷たい。唯一、住民と取引しているらしい男カーンだけが、まともに対話に応じてくれた。彼によれば集落の人々が転化しないのは事実だという。カーンはドライバーを求めており、情報を教えるかわりにまず車を手に入れるよう持ちかける。クレインは言われた通り近くの農場でバギーを手に入れ戻ってくるが、農場主の娘エズギから彼は住民達に追い出されたと聞かされる。さらに彼女から皆の信頼を得るヒントとして、しばらく前に地下水が汚染され、さらにポンプ場がならず者に占領されていることを聞き出す。ポンプ場を取り戻し復旧させたクレインは、ようやく農場の住人たちから信頼を得ることに成功する。
その農場の主ジャシール曰く、住民は「マザー」と呼ばれる指導者を崇拝しており、マザーの加護により転化から守られているという。そのマザーは神聖な存在で、侍者であるフェイスレス以外とは話さないらしい。しかし「コミュニティのために十分貢献すれば可能性はあるかもしれない」と言われたクレインは、住民の困りごとを解決し彼らの信頼を得ようとする。
やがてクレインはフェイスレスに認められ、教団の集会に招待される。そこで彼は人間を襲わないゾンビと、謎の青い煙を目撃する。クレインは信じがたい光景に戸惑いながら、青い煙を吸ったせいでトランス状態となり意識を失う。気がつくと既に儀式は終わり、侍者からの無線で免疫力を得たことを告げられる。
その後、フェイスレスの一人からの連絡で、とある場所で起きた異常現象を調べて欲しいと依頼される。その現場では儀式で見た青いミストが立ち込め、軍の物資が散乱したそばで一際巨大なデモリッシャーが突っ立っていた。そのことを彼に報告し、ジャシールの農場で落ち合う約束をしたクレインはついに核心へと一歩近づく。フェイスレスの口からは「カイル、もうわかっているだろう？感染しない人間…何かのトリックか？」「煙こそがまさにトリックさ。マザーがウィルスと戦う策を生み出したんだ…万能薬とでも呼ぼう。効果のほどは、自分で検証済みだよな」と、次々に事実と内情が明かされる。そして彼曰く治療プロジェクトは進行中であり、取り分を与える代わりに切らしてしまった万能薬を探し出してほしいのだという。クレインは彼から聞いた、3人のフェイスレスが行方不明になったという洞窟へ向かうが、そこにはフェイスレス2人の死体だけでなく、ライズの手下の死体までも転がっていた。さらに軍の貨物が持ち去られた形跡もあり、クレインはライズの手下の特徴を伝えて警戒を促し、残る一人の行方はフェイスレスの側で探ることになった。
さらにその後、フェイスレスからの指示でマザーから重要な研究を任されているという民俗学者アティラの手助けをする。調査が終わった後でクレインは、「疫病で世界が荒廃し…暗闇が地球を破滅させ…人が化け物となり…人類が魂と肉体の破滅に襲われる時…究極の犠牲精神を持った1人の男が、光の慈悲を受け入れるであろう。彼のもとに降臨する太陽の神は、我らに語り掛けるのだ。その声は光でもあり癒しでもある。そして死への入り口を通り新しい命を持ち込む。」という予言をアティラから聞かされる。翌日、アティラのもとへ向かうと、彼はクレイン宛てに、用途不明のコードが記されたメモを残してマザーの邸宅の地下で自殺していた。戸惑うクレインにフェイスレスは、アティラは予言を誤って解釈し自害したのだと伝えた。
そして間もなく侍者からの連絡で、ライズの手下らしきグループが穀物倉を占拠したとの情報が入る。以前に行方不明になっていたフェイスレスの一人オルカンもそこに監禁されているかもしれないという。戦いの末ようやく彼を見つけるが、拷問を受けて瀕死の状態だった。オルカンは、彼らの狙いは治療法だが開け方がわからなかったことを話し、最後に灯台と繰り返しながら息絶える。クレインは灯台に向かうが、その途中、レナからの無線でタワーの1フロアが全滅しかねないことが伝えられる。辿り着いた灯台の最上階にはカーンがおり、部下と無線で連絡を取り合っていた。彼こそがライズの残党のボスであり、治療薬を奪うためにこの土地にやって来たのだった。そして彼の部下のグループがマザーを追っていること、ダムにその入口があることが判明する。だが部下がクレインを狙って撃ったロケット弾によって灯台は崩壊し、カーンは転落死してしまう。クレインはわずかな小瓶を確保した後、ライズの残党の待ち伏せをかわしながらダムへと急ぐ。
ダム内部はフェイスレスたちの死体が転がる悲惨な状態だったが、マザーは無事だった。クレインが彼女の元へたどりつくと、彼女は仮面を外し、ボラタイルの顔を露にする。マザーの正体は、ミストの元となる薬品によって人格を保ちながら転化した女性であった。マザーはクレインこそが予言の中に語られる人物だとして協力を求める。クレインはマザーの正体に慄きつつも、ただ友人のために薬が欲しいだけだと、その頼みを断る。しかしマザーは、薬など存在しないこと、ミストを吸い込んだ者はいずれ自分のようなモンスターになること、唯一の希望は軍が残した実験的なフェイルセーフ（核弾頭）で一帯を浄化することだとクレインに告げる。クレインはマザーを拒絶するか、協力するかの選択を迫られる。
拒絶した場合
クレインは小瓶を持ち帰ることに拘り、マザーを罵る。マザーはクレインに失望し、その液体をクレインの口に無理やり含ませる。
マザーは人々を救えなかった怒りをクレインに向けると、彼を下の階に突き落とし襲い掛かる。マザーの幻覚に苛まれながらも戦うクレインだったが、やがて体に異変が起こる。「思っていたより早い」とつぶやくマザーにクレインは素手で殴りかかる。ついにマザーを倒したクレインは、不吉な未来を予言のように語る彼女の首を両手で掴み、引きちぎる。そして床に落ちた薬の小瓶を拾い上げ、ふらつく足で出口へ向かう。
クレインは錯乱しながらもダム内部の通路を進むが、幻聴らしきマザーの声が頭の中で語り続ける。その声に必死に反論しながら、レナに薬を持ち帰ると連絡するが返事はなく、彼は一方的に話し続ける。やがて地上に出ると、そこは夕暮れ時の見覚えのない公園で、周囲には民家やビルが立ち並び、道路には車が走り、目の前では親子連れが遊んでいた。
ふとこちらを見た子供が悲鳴を上げる。何が起こっているのか分からないクレイン。自分の手を見ると、もはや人間のものではなくなった両腕が太陽の光で焼け爛れていた。
そこで画面がフェードアウトし、ボラタイルの叫びが響き渡る。
協力する場合
犠牲を出すしかないと判断したクレインは、「太陽の神を目覚めさせる」と語るマザーに協力することを決める。
マザーの目的は、夫であるアミール大佐が残した核弾頭を起動し、数千もの命と引き換えにハランウィルスを死滅させることだった。
しかしマザーは起動用のコードが分からないために遂行できないのだという。クレインはアティラのメモに書かれた数字が、そのコードであることに気付き、アティラにコードを託したアミール大佐の意図をマザーに伝える。
判断を誤らないようマザーに念押しされながらクレインがコードを入力すると、核弾頭が起動しカウントダウンが始まる。
そこで画面がホワイトアウトし、核弾頭の起爆に成功したことが示唆される。

## システム

### バギー
このDLCにおける最大の新要素。物語の序盤に盗賊から奪い取った代物。市内よりずっと広い郊外は徒歩で移動できる広さではないため、クレインはこのバギーを利用して移動することになる。

パーツは5種・6LVから構成され、パーツ用チェストの解錠や店での購入、またはクラフトなどで手に入れる。本体は非常に頑丈で大破することはないが、各パーツは近接武器のように耐久度が設定されており、その数値が0になると走行に悪影響をもたらすため、修理や交換が必要となる。燃料の概念もあり、0になると走行できなくなるので、道中で得た燃料を必要に応じてバギーの後部に補給しなければならない。

また、ドライバーレベルを上げてスキルを取得することによってニトロや火炎放射器など様々な追加装備を搭載できるようになる。

### 本編との共有要素
主人公のレベルやスキル、アイテム、お金等は本編とすべて共有。一方でマップが異なるため、クエストはザ・フォロイング独自のものになっている。

## 登場人物

### タワーの生存者
カイル・クレイン（Kyle Crane）
声：ロジャー・クレイグ・スミス
主人公。切れかけのアンティジンの代わりを探すためにハラン郊外の調査に出る。マザーと信者達の信頼を得るために数々の仕事をこなすことになる。
レナ（Lena）
声：レイラ・バーチ
タワーの医師。クレインは彼女と連絡を取ろうとするが、電波状態が悪くほとんど通信できない。クレインが治療法を発見し持ち帰ることを待ち望んでいる。

### ハラン郊外の生存者
クルト（Kurt）
タワーに運びこまれた眼帯の男。錯乱状態で「感染しても転化しない人間がいる」とレナに言ったらしく、その言葉と彼が持っていた郊外への地図が物語のきっかけとなる。クレインが郊外に出たその日の朝に高熱で死亡する。「クルトが死んだ今、俺はまともなドライバーを必要としている」というカーンの台詞から、彼の元でドライバーをしていた可能性が高い。
ジャシール（Jasir）
声：ジェシー・コーティ
農場の主で地元の有力者。複数の生存者を農場に住まわせているが、よそ者へは不信感を露わにする。信仰心が厚く、マザーの教団とも繋がりがある。
エズギ（Ezgi）
声：ジーナ・K・ボウズ
ジャシールの娘。マザーや信仰については否定的で、カルト呼ばわりするほど。父に反発しており、危険を冒してでも地元を離れようとしている。
カーン（Kaan）
声：アダム・ギフォード
農場で出会う自称起業家の男。商売をしようとしていたが、クレインと同じく外部からやってきたため、農場の住人に冷遇されていた。クレインとの会話からクルトの死を知り、彼の代わりにクレインをドライバーにするべくバギーを盗むよう提案する。クレインがバギーを手に入れ戻る頃には農場から追い出されており、後に教団の集会で再会することになる。
その正体はライズの残党のリーダー。灯台のドアを開けたクレインに斬りかかるが、あっという間に抑え込まれる。正体を知り激怒したクレインに白を切ろうとするが、部下から入った無線連絡が決定的な証拠となり、一転して必死に自己弁護する。クレインに灯台から落とされそうになり情報を吐くが、解放された直後に部下がクレインに向けてロケット弾を発射し、破壊された灯台の最上部から転落死する。
タルカン
ポンプ場を占拠した武装集団のリーダー。ロスコーと名付けたグーンをタンクの中に閉じ込めて飼っており、その中に何人かを放り込んで殺害している。水1ガロンと食料10ポンドを交換するとクレインに持ちかけ、文句を言われるとロスコーの穴に落とすと脅し、最後は水とおまえの車を交換してやるとまでのたまった。
ビラル（Bilal）
農場から東にあるガソリンスタンド兼ワークショップの主。顔の左側の入れ墨と右眉の傷跡が特徴。需品係を担当している。
ヌリ（Nuri）
ビラルの弟。知的障害があるらしき特徴が見られる。ビラルの話によると、2ヶ月前に感染したが、マザーのおかげで転化しないという。
マザー（The Mother）
声：ジャン・ギルピン
地域の教団「太陽の子たち」の指導者であり、信仰の対象となっている女性。ハラン郊外で絶対的な地位を誇るが、そうなったのはアウトブレイク後である。フェイスレス以外とは話さず、仮面とベールを着用しているため素顔が見えない。
地元の人間によれば、彼女の加護によって郊外の人間は転化しないとされている。テレパシー能力を持ち、ゾンビを大人しくする不思議な霧を扱っているなど謎が多い。「太陽の神」の予言を実行しようとしており、アティラにその研究を任せている。
その正体は、軍が残した薬品（ミストの原液）によって、特殊なボラタイルに転化したジャスミンという女性。明るい場所でなら人格を保てるが、暗闇では我が子すら切り裂いてしまうという。言葉を話せない代わりに、テレパシーを使ったコミュニケーションを取る。
元は形骸化した伝統のしがない指導者であったが、アウトブレイクで経験した苦難により、誰もが望む「マザー」になると決意する。その後、ミストの効果とテレパシーの力によってさらに多くの信者を獲得し、今の地位を得る。
抽象的な言い回しを好み、宗教的指導者を演じている。しかしかつての固い決意に反して、マザーでいることに疲れている節があり、内心では救いのない現状に絶望している。
フェイスレス（The Faceless）
木の仮面をつけたマザーの侍者達。ミストの正体を知ったうえで、儀式の際に振り香炉を介して使っている。中盤からは彼らを通してストーリークエストの多くを受けることになる。
アティラ（Atilla）
高齢の民俗学者。クレインに「太陽の神」の予言についての現地調査を依頼する。遺書によれば、大佐の妻の招待で知名度のある民俗学者としてハランに来たという。彼女の夫であるアミール大佐とも親しく、双方から信頼されていた。現在はマザーの邸宅に住んでいるが、癌を患っている。
アウトブレイク発生時、感染した大佐から核弾頭の起動用コードを託され、ジャスミンが精神的に落ち着きを取り戻したら彼女に渡すよう言付かる。しかし既に転化していたジャスミンは、アティラと直接会うことを拒んだ。
これをジャスミンに見捨てられたと解釈したアティラは、癌で死が迫っていることもあり、自暴自棄になる。コードも渡せずにいたが、クレインと出会い、共に仕事をこなしていく中である希望を見出す。
クレインとの調査を終えた翌日、自分の代わりに預かり物をマザーに渡すようクレインに手紙を残し、屋敷の地下で自害する。その際には太陽のテンプルで見つけた赤い仮面をつけ、ナイフで喉を切り裂いていた。フェイスレスによれば、彼は脳に腫瘍があり、「死への入り口を通り新しい命を持ち込む」を自殺と捉え、そうすることで「太陽の神から明示と支配を受けられると確信してしまったのだろう」とのこと。
ジャスミン（Jasmine）
最終盤で会話や手紙の中に現れる女性の名であり、マザーの本名。アミールという夫がいたが、アウトブレイクの際にゾンビに噛まれて死亡しており、自身も感染する。
夫の遺品を手がかりに、仲間と共にダムに隠された薬品を発見する。その薬品を口にしてほどなく転化の前兆である発作が始まり、気を失う。おそらくこの時、ゾンビに転化したが、仲間がダムの電力を復旧させたおかげで人格を失うことはなく、仲間も無事だった。ジャスミンはこれを愛によるものと解釈する。以後の行動は上記のマザーの項目を参照。
アウトブレイク以前もマザーとして知られており、アミール大佐と共に地域の象徴とされていたが、本人は一部の信者に囲まれるだけで、多くは夫の影響力によるものだと自嘲していた。
アミール(Amir）
故人。本編で登場するキャラクターと同名だが、別人。ジャスミンの夫で、軍の大佐。彼女と並び、地域の象徴とされていた。
アウトブレイク後にジャスミンを救出するために戻り、ゾンビに噛まれ感染する。ハランの惨状を鑑みて核弾頭の使用を検討するが、自身がもう長くないことを悟り、傍に居たジャスミンに核弾頭の在り処と鍵を、アティラに起動用コードを託す。
その後、間も無く死亡したらしく、本人はジャスミンに全てを託すことを望んでいたが、自身の死によりジャスミンが判断力を失うことを危惧し、あえてアティラの手を借りる選択をした。

## 敵

### 化け物(Freaks of Nature)
軍の化学兵器によって突然変異した強力な感染者。ストーリークエストには関係ないが、ボス扱いなので一定距離まで近づくと画面上部に名前とヘルスゲージが表示される。
トール（Thor）
グーンの変異体。変わった形のハンマーを持ち、消防士のヘルメットを被っている。北東部の高速道路上にいる。
ホラー（Holler）
デモリッシャーの変異体。サイドクエスト「奪還」のボスで、通常の個体より大きい。北西部にある池の東岸にある民家の庭にいる。倒せばヘビーヴェノムの設計図が手に入る。
デイビッドとゴライアス（David & Goliath）
南東の岩礁にいるバイターのような姿のバイラル「デイビット」と、巨体のバイター「ゴライアス」の2体。彼らを倒すことでダウナーの設計図が手に入る。ちなみに、その岩礁には漁網と釣り竿、寝床と焚き火の跡があり、彼らが転化前にそこで生活していたかのような形跡がある。
ベヒモス（Behemoth）
デモリッシャーの変異体。やはり通常のものより大きく、南東の穀物倉そばの倉庫の中にいる。肌の色は灰色で、防具やズボンは黒とオレンジ色。
ベールゼブフォ（Beelzebufo）
トードの変異体。通常のトードよりかなり大きく、肌の色は濃い緑色、頭皮は黄色、ズボンの赤と毒々しい配色が印象的。サイドクエスト「収穫」のボスで、南部に位置する池の西岸にある農場を住処にしている。倒すことで「ホットスイング」の設計図が手に入る。

## エディション

### エンハンスト・エディション
『ダイイングライト:ザ・フォロイング・エンハンスト・エディション』は、本編とザ・フォロイングに加え
- 「ザ・ボザック・ホード」
- 「食事＆貨物チャレンジパック」
- 「最終兵器バンドルパック」
- 「ゾンビモード」

が含まれているエディションである。なお、こちらはパッケージ版、ダウンロード版共に発売されている。

### ダイイングライト ディフィニティブエディション
『Dying Light: Definitive Edition』はメインとなる4つのDLCと22種類のバンドルを収録し、すべてのコンテンツを1つにまとめた「Dying Lightの究極版」である。